# Canto dell'India

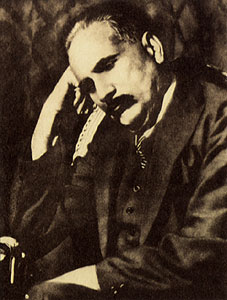
Muhammad Iqbâl, allora presidente della Lega Mussulmana, nel 1930.

Il Canto dell'India, titolato in lingua originale Tarānah-e-Hindi (in urdu ترانۂ ہندی‎?, lett. "Inno degl'indostani"), e popolarmente noto dal suo primo verso come Sāre Jahān se Acchā (in urdu سارے جہاں سے اچھا‎?; in hindī सारे जहाँ से अच्छा, Sāre jahām̐ se acchā, lett. "migliore di tutto il mondo"), è un canto patriottico per bambini redatto in lingua urdu dall'Allamah Muhammad Iqbâl nello stile ghazal della poesia urdu.
La poesia apparve sul settimanale Ittehad il 16 agosto 1904. Recitato pubblicamente da Iqbâl medesimo l'anno successivo al Government College di Lahore, nell'allora India britannica (oggi in Pakistan), divenne rapidamente un inno di opposizione al Raj britannico. Il canto, un'ode all'Indostan, terra che comprende gli attuali Bangladesh, India e Pakistan, fu poi pubblicato nel 1924 nel libro urdu Bāñg-e darā (lett. "il suono della campana").
Nel 1910 la visione del mondo di Iqbâl era già cambiata, volgendosi verso un ideale globalista e islamico. In un suo nuovo poema per bambini, Tarana-e-Milli, scritto secondo lo stesso metro, egli cambiò la patria dall'«Indostan» a «tutto il mondo». Nel 1930, nel suo discorso presidenziale alla conferenza annuale della Lega mussulmana ad Allahabad, sostenne l'idea di uno Stato-Nazione separato nelle aree a maggioranza mussulmana del subcontinente, che ispirò la creazione del Pakistan.
Sāre Jahān se Acchā è poi rimasto popolare nella sola India. Una versione compendiata è sovente intonata come canto patriottico e come canto di marcia delle Forze armate indiane. L'arrangiamento più noto è quello di Ravi Shankar, maestro di sitar.

## Testi e melodia
Testo del poema
| Testo urdu                                                                   | Traslitterazione                                                                             | Traduzione |
| ---------------------------------------------------------------------------- | -------------------------------------------------------------------------------------------- | --- |
| سارے جہاں سے اچھا ہندوستاں ہمارا ہم بلبلیں ہیں اس کی، یہ گلستاں ہمارا‎        | Sāre jahāṉ se acchā, Hindositāṉ hamārā Ham bulbuleṉ haiṉ is kī, yih gulsitāṉ hamārā          | La cosa più bella del mondo è la nostra India, È il nostro giardino e noi ne siamo gli usignuoli.             |
| غربت میں ہوں اگر ہم، رہتا ہے دل وطن میں سمجھو وہیں ہمیں بھی دل ہو جہاں ہمارا‎ | G̱ẖurbat meṉ hoṉ agar ham, rahtā hai dil wat̤an meṉ Samjho wuhīṉ hameṉ bhī dil ho jahāṉ hamārā | Se siamo all’estero il nostro cuore è per la patria, Siamo presenti dove i nostri cuori sono presenti.        |
| پربت وہ سب سے اونچا، ہمسایہ آسماں کا وہ سنتری ہمارا، وہ پاسباں ہمارا‎         | Parbat wuh sab se ūṉchā, hamsāyah āsmāṉ kā Wuh santarī hamārā, wuh pāsbāṉ hamārā             | La montagna più alta che giunge fino al cielo È la nostra propria sentinella, la nostra guardiana.            |
| گودی میں کھیلتی ہیں اس کی ہزاروں ندیاں گلشن ہے جن کے دم سے رشکِ جناں ہمارا‎    | Godī meṉ kheltī haiṉ is kī hazāroṉ nadiyāṉ Guls̱ẖan hai jin ke dam se ras̱ẖk-i janāṉ hamārā    | Migliaia di fiumi scorrono nel suo grembo, E fanno di questo giardino l’invidia del mondo.                    |
| اے آبِ رودِ گنگا! وہ دن ہیں یاد تجھ کو؟ اترا ترے کنارے جب کارواں ہمارا‎         | Ai āb-i rūd-i Gangā! wuh din haiṉ yād tujh ko? Utrā tire kināre jab kārwāṉ hamārā            | O acque del fiume Gange! Ti ricordi del giorno In cui la nostra carovana giunse alle tue rive?                |
| مذہب نہیں سکھاتا آپس میں بیر رکھنا ہندی ہیں ہم، وطن ہے ہندوستاں ہمارا‎        | Maẕhab nahīṉ sikhātā āpas meṉ bair rakhnā Hindī haiṉ ham, wat̤an hai Hindositāṉ hamārā        | La religione non ci insegna il rancore reciproco, Siamo tutti indiani e l'India è la nostra patria.           |
| یونان و مصر و روما سب مٹ گئے جہاں سے اب تک مگر ہے باقی نام و نشاں ہمارا‎      | Yūnān o-Miṣr o-Rūmā, sab miṭ ga'e jahāṉ se Ab tak magar hai bāqī, nām o-nis̱ẖaṉ hamārā        | Grecia, Egitto, Roma, tutti scomparsi dal mondo, Ma sino ad oggi rimangono il nostro onore e fama.            |
| کچھ بات ہے کہ ہستی مٹتی نہیں ہماری صدیوں رہا ہے دشمن دورِ زماں ہمارا‎          | Kuch bāt hai kih hastī, miṭtī nahīṉ hamārī Ṣadiyoṉ rahā hai dus̱ẖman daur-i zamāṉ hamārā      | La realtà è che la nostra esistenza non è scomparsa, La verità è che le vicende dei tempi sono state avverse. |
| اقبال! کوئی محرم اپنا نہيں جہاں میں معلوم کیا کسی کو دردِ نہاں ہمارا!‎         | Iqbāl! ko'ī maḥram apnā nahīṉ jahāṉ meṉ Maʿlūm kyā kisī ko dard-i nihāṉ hamārā!              | O Iqbal! Nel mondo non c'è per noi un amico fedele, Come potrebbe qualcuno sapere i nostri dolori celati?     |

Melodia

## Composizione
All'epoca della composizione, Iqbâl era docente al Government College di Lahore e fu invitato da uno studente, Lala Har Dayal, a presiedere una cerimonia. Anziché tenere un discorso, egli intonò Sāre Jahān se Acchā. Il canto, oltre a incarnare il desiderio e l'attaccamento alla terra dell'Indostan, esprimeva la «memoria culturale» della sua terra, elevandosi su registri elegiaci. Nel 1905 Iqbâl, ventisettenne, vedeva la futura società del subcontinente come depositaria di una cultura indù-mussulmana pluralistica e composita. Più tardi quello stesso anno partì per l'Europa per un soggiorno di tre anni che lo avrebbe trasformato in un filosofo islamico e in un visionario di una futura società islamica.

## La trasformazione di Iqbâl eTarana-e-Milli
Nel 1910, Iqbâl compose un nuovo canto per bambini, Tarana-e-Milli (lett. "Inno della comunità religiosa"), secondo lo stesso metro e schema di rime adottati in Sāre Jahān se Acchā, ma che vide una rinuncia di gran parte dei sentimenti e delle visioni espresse nel canto precedente. La sesta stanza di Sāre Jahān se Acchā (1904), che è spesso citata come prova della visione secolarista di Iqbâl:
Hindī haiṉ ham, wat̤an hai Hindūstāṉ hamārā»
Siamo dell'Hind, la nostra patria è l'Indostan.»
contrasta significativamente con la prima stanza di Tarana-e-Milli (1910):
Muslim haiṉ ham, wat̤an hai sārā jahāṉ hamārā»
Siamo mussulmani, la nostra patria è il mondo intero.»
La visione del mondo d'Iqbâl si era oramai trasformata, divenendo sia globalista sia islamica. Anziché inneggiare all'Indostan, «la nostra patria», il nuovo canto proclamava che «la nostra patria è il mondo intero». Due decenni dopo, nel suo discorso presidenziale alla conferenza annuale della Lega mussulmana ad Allahabad nel 1930, Iqbâl sostenne uno Stato-Nazione separato nelle aree a maggioranza mussulmana del subcontinente, un'idea che ispirò la creazione del Pakistan.

## Popolarità in India
- Sāre Jahān se Acchā è, dalla metà del XX secolo, un canto popolare in India. Si dice che il Mahatma Gandhi l'abbia intonato più di cento volte quand'era rinchiuso nella prigione di Yerawada a Pune negli anni '30.[11]
- Negli anni '30 e '40 veniva cantato ad un ritmo più lento. Nel 1945, come parte del suo incarico a Mumbai presso l'Indian People's Theatre Association (IPTA), al sitarista Pandit Ravi Shankar vennero commissionate le colonne sonore per il film Dharti Ke Lal di K.A. Abbas e per il film Neecha nagar di Chetan Anand. È in questo periodo che a Ravi Shankar fu chiesto di comporre la musica per Sāre Jahān se Acchā. In un'intervista del 2009 con Shekhar Gupta, Ravi Shankar raccontò che aveva giudicato la melodia preesistente troppo lenta e triste; per rendere il brano più d'impatto e coinvolgente, compose a una melodia più veemente che è oggi la melodia popolare di questo canto.[12] Anni dopo, la cantante Lata Mangeshkar registrò Sāre Jahān se Acchā su una terza base melodica completamente diversa. Le strofe (1), (3), (4) e (6) divennero un canto nazionale non ufficiale in India,[2] mentre la versione di Ravi Shankar fu adottata come marcia veloce ufficiale delle Forze armate indiane.[13] L'arrangiamento come melodia di marcia fu opera di Antsher Lobo.
- Rakesh Sharma, il primo astronauta indiano, si servì nel 1984 del primo verso del poema per descrivere all'allora primo ministro Indira Gandhi come appariva l'India dallo spazio.[14]
- L'ex primo ministro dell'India Manmohan Singh ha citato questa ode alla sua prima conferenza stampa tenutasi in occasione del suo insediamento come Primo ministro.[11]
- Il canto è popolare in India nelle scuole come canzone patriottica, intonata durante le assemblee mattutine, e come canzone di marcia per le forze armate indiane, suonata durante eventi pubblici e parate.[3] Viene eseguita dalle bande musicali delle forze armate ogni anno per il giorno dell'indipendenza dell'India, il giorno della Repubblica e al culmine del Beating Retreat.[15]

### Testo in caratteridevanāgarī
In India il testo della poesia è spesso reso nella scrittura devanāgarī dell'hindī:
| devanāgarī |
| सारे जहाँ से अच्छा हिन्दोसिताँ हमारा हम बुलबुलें हैं इसकी यह गुलसिताँ हमारा ग़ुर्बत में हों अगर हम, रहता है दिल वतन में समझो वहीं हमें भी दिल हो जहाँ हमारा परबत वह सबसे ऊँचा, हम्साया आसमाँ का वह संतरी हमारा, वह पासबाँ हमारा गोदी में खेलती हैं इसकी हज़ारों नदियाँ गुल्शन है जिनके दम से रश्क-ए-जनाँ हमारा ऐ आब-ए-रूद-ए-गंगा! वह दिन हैं याद तुझको? उतरा तिरे किनारे जब कारवाँ हमारा मज़्हब नहीं सिखाता आपस में बैर रखना हिंदी हैं हम, वतन है हिन्दोसिताँ हमारा यूनान-ओ-मिस्र-ओ-रूमा सब मिट गए जहाँ से अब तक मगर है बाक़ी नाम-ओ-निशाँ हमारा कुछ बात है कि हस्ती मिटती नहीं हमारी सदियों रहा है दुश्मन दौर-ए-ज़माँ हमारा इक़्बाल! कोई महरम अपना नहीं जहाँ में मालूम क्या किसी को दर्द-ए-निहाँ हमारा ! |